# 강진 영랑생가
강진 영랑생가(康津 永郞生家)는 대한민국 전라남도 강진군 강진읍 남성리에 있는, 영랑 김윤식(永郞 金允植, 1903-1950)이 태어난 곳이다. 2007년 10월 12일 대한민국의 국가민속문화재 제252호로 지정되었다.

## 개요
현대문학사에 있어서 큰 자취를 남긴 시인 영랑 김윤식(永郞 金允植, 1903-1950)이 태어난 곳으로 현재 본채와 사랑채, 문간채 등으로 구성되어 있고 주변 밭을 포함하고 있다. 역사적으로는 불탑이 있었고 문화적으로는 재능과 지식을 갖춘 '영랑 김윤식의 생가'라는 역사문화적 가치와 함께 20세기 초반 건조물인 전통한옥과 근대 건조물의 이행기의 가옥으로서 문화변용의 한 형태도 볼 수 있는 귀중한 자료이다. 더불어, 영랑의 문학적 세계를 후손에게 길이 체감할 수 있는 공간으로 그 가치가 중요하다.
당초에는 전남강진 기념물 강진영랑생가(제89호)로 지정(1986. 2. 7)되었으나 신청(2007. 5. 3)을 받아 국가지정문화재 중요민속자료 제252호로 지정(2007.10.12)되었다.
위 문화재는 일반적으로 관람이 가능하나, 소유주 등의 개인적 사정으로 관람이 제한될 수도 있습니다.

## 같이 보기
- 김윤식

## 참고 자료
- 강진 영랑생가 - 국가유산청 국가유산포털